# یواس‌اس انتارس (ای‌جی-۱۰)
یواس‌اس انتارس (ای‌جی-۱۰) (به انگلیسی: USS Antares (AG-10)) یک کشتی بود که طول آن ۴۰۱ فوت (۱۲۲ متر) بود. این کشتی در سال ۱۹۱۹ ساخته شد.